# Marek Kostencki
Marek Kostencki (ur. 1954) – polski koszykarz występujący na pozycji skrzydłowego, dwukrotny medalista mistrzostw Polski.

## Osiągnięcia
Klubowe
- Mistrz Polski (1983)
- Wicemistrz Polski (1982)
- Finalista pucharu Polski (1975, 1977)
- Awans do najwyższej klasy rozgrywkowej z Lechem Poznań (1981)

Reprezentacja
- Uczestnik mistrzostw Europy U–18 (1972 – 10. miejsce)[1]